# Resolutie 1699 Veiligheidsraad Verenigde Naties
Resolutie 1699 van de Veiligheidsraad van de Verenigde Naties werd unaniem door de VN-Veiligheidsraad aangenomen op 8 augustus 2006. De resolutie vroeg meer samenwerking tussen de comités van de Raad die toezagen op de sancties die door de Raad werden opgelegd en Interpol.

## Inhoud

### Waarnemingen
Met resolutie 1617 had de Veiligheidsraad meer samenwerking tussen Interpol en het 1267-Comité gevraagd (het 1267-Comité zag toe op de sancties die waren opgelegd tegen de Taliban).
Dergelijke samenwerking kon ervoor zorgen dat landen de sancties die de Veiligheidsraad oplegde beter konden uitvoeren.

### Handelingen
De secretaris-generaal werd gevraagd de samenwerking met Interpol uit te diepen zodat de comités (die toezagen op de sancties tegen verschillende landen en groeperingen) hun mandaten beter konden uitvoeren en zodat ook de lidstaten maatregelen als het bevriezen van geld, reisverboden en wapenembargo's beter konden uitvoeren.

## Verwante resoluties
- Resolutie 1617 Veiligheidsraad Verenigde Naties
- Resolutie 1730 Veiligheidsraad Verenigde Naties
- Resolutie 1732 Veiligheidsraad Verenigde Naties

Lijst ·  1652 ·  1653 ·  1654 ·  1655 ·  1656 ·  1657 ·  1658 ·  1659 ·  1660 ·  1661 ·  1662 ·  1663 ·  1664 ·  1665 ·  1666 ·  1667 ·  1668 ·  1669 ·  1670 ·  1671 ·  1672 ·  1673 ·  1674 ·  1675 ·  1676 ·  1677 ·  1678 ·  1679 ·  1680 ·  1681 ·  1682 ·  1683 ·  1684 ·  1685 ·  1686 ·  1687 ·  1688 ·  1689 ·  1690 ·  1691 ·  1692 ·  1693 ·  1694 ·  1695 ·  1696 ·  1697 ·  1698 ·  1699 ·  1700 ·  1701 ·  1702 ·  1703 ·  1704 ·  1705 ·  1706 ·  1707 ·  1708 ·  1709 ·  1710 ·  1711 ·  1712 ·  1713 ·  1714 ·  1715 ·  1716 ·  1717 ·  1718 ·  1719 ·  1720 ·  1721 ·  1722 ·  1723 ·  1724 ·  1725 ·  1726 ·  1727 ·  1728 ·  1729 ·  1730 ·  1731 ·  1732 ·  1733 ·  1734 ·  1735 ·  1736 ·  1737 ·  1738